# Gonyleptes fragilis
Gonyleptes fragilis is een hooiwagen uit de familie Gonyleptidae.